# Chiesa di San Zenone (Cene)
La chiesa di San Zenone è il principale luogo di culto cattolico di Cene, in provincia di Bergamo, dedicato a san Zeno di Verona.
Nell'ambito della diocesi di Bergamo, la chiesa è sede parrocchiale facente parte del vicariato di Gazzaniga con decreto del 22 settembre 1917 del vescovo Luigi Maria Marelli, confermato dal vescovo Giulio Oggioni con decreto del 1979.

## Storia
Un documento ne certifica la più antica consacrazione il 24 maggio 1142 con la dedicazione a san Zeno di Verona, ma non dà notizie della sua edificazione. Don Rinaldi, parroco nel XVIII secolo, confermando la consacrazione, indica che pur essendo la chiesa tra le più antiche non aveva privilegi. La chiesa fu elevata a parrocchiale non prima del 1174, quando risulta avere lo status di parrocchia del territorio quella di San Giovanni Battista di Almè. La struttura era inserita in un fabbricato adibito a castello posto tra il fiume Serio e il torrente Doppia. Negli scavi archeologici del 1962 furono trovati sotto la sagrestia resti di mura di notevole spessore a conferma della presenza di una precedente fortificazione.
Nel sinodo diocesano del 1304 voluto dl vescovo Giovanni da Scanzo viene indicata la presenza di un certo pret Bonomus presbiter S. Zeni de Cene e nel nota ecclesiarum voluto da Bernabò Visconti nel 1360 per poter riscuotere i dazi dai luoghi di culto; se non viene indicata la chiesa, viene però citato un certo Dominus presnbiter Henricus de Cene Rector Libras, XV, dominus presbiter Johannes de Cene Libras XIII Baldassar de Cene libras XIII, a conferma che vi era un'unione tra Cene e vall'Alta con la chiesa di Santa Maria Assunta e San Giacomo Maggiore.
La chiesa fu citata nel 1424 come dipendente da quella di San Martino di Nembro: "ecclesia sancte Marie de Valotta et Zenonis de Cene. Dagli atti censuari del vescovo Vittore Soranzo del XVI secolo si evince che la chiesa godeva di un beneficio unico con quella di Santa Maria Assunta e San Giacomo in Vall'Alta.
Dagli atti della visita pastorale di san Carlo Borromeo del 1575, si desume che la chiesa aveva una lunghezza di circa 10 m e la larghezza di 7 m, sicuramente non ampia a sufficienza per il numero dei fedeli che cresceva grazie alla nuova situazione economica favorevole dopo l'arrivo dei veneziani nel governo del territorio. Le famiglie più agiate, tra queste i Rillosi di Vertova, avevano edificato il piccolo oratorio di Santa Annunciata e quello della Vergine delle Grazie di Cenate sotto, vi era quindi sul territorio la possibilità di un buon aiuto economico per la realizzazione di un nuovo edificio più ampio. Nel 1761 iniziò la costruzione della nuova chiesa su progetto dell'architetto di Lugano Luca Lucchini al quale erano stati commissionati molti progetti sul territorio, con la demolizione della precedente. Il nuovo edificio fu costruito in asse a quello precedente. Nel 1575 la chiesa fu elevata a chiesa prepositurale con la nomina del nuovo prevosto. I primi due parroci, don Giovanni Maria Galizioli e don Gerolamo Madaschi, furono sepolti sotto il nuovo altare maggiore.
Alla fine del secondo ventennio del XX secolo su progetto di Luigi Angelini, fu ampliata l'aula con un avanzamento della facciata. Durante il Novecento furono eseguiti tanti lavori di decoro e manutenzione.

## Descrizione

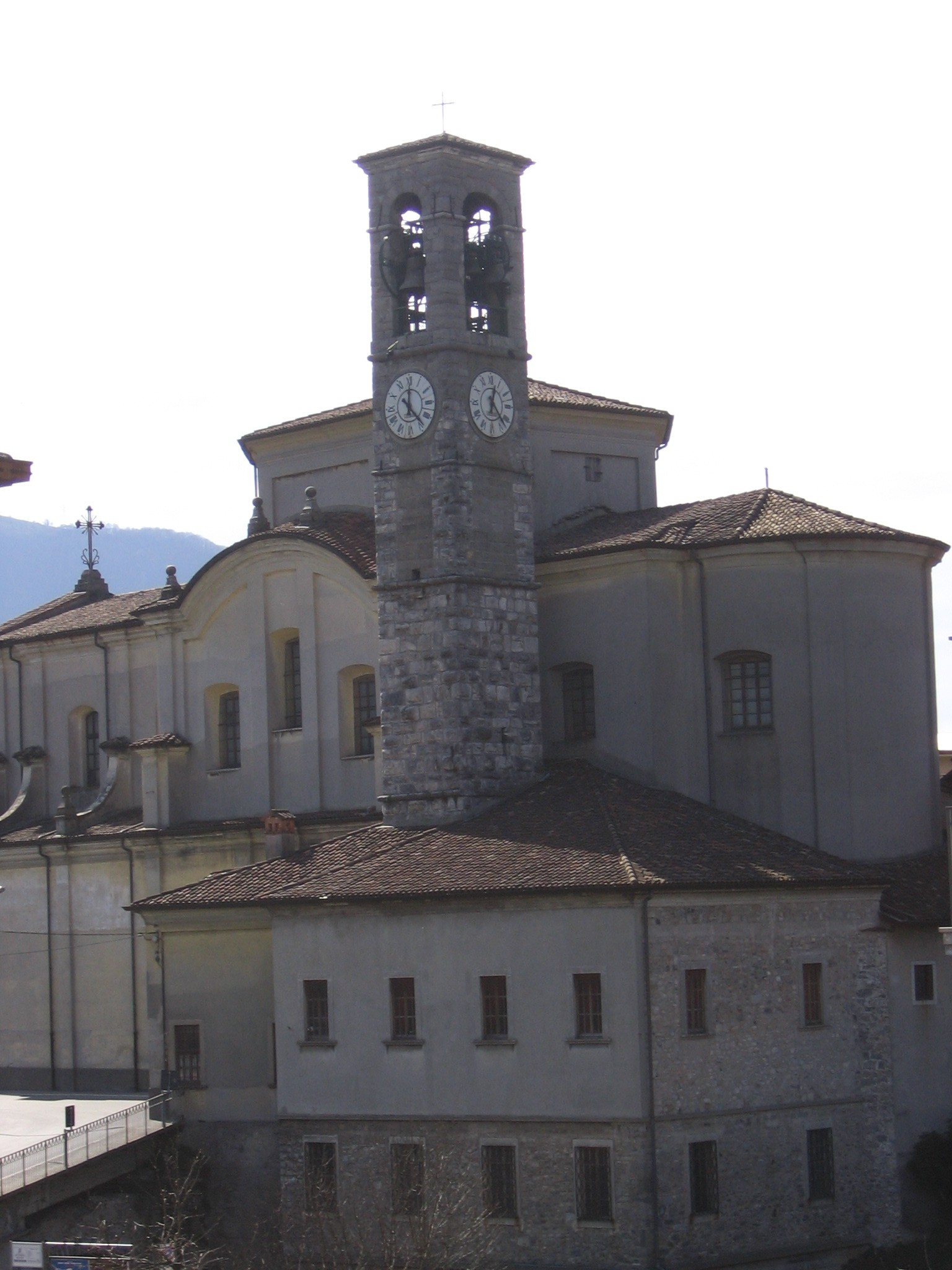
Abside della chiesa di san Zenone di Cene

### Esterno
La chiesa è posta lungo la strada comunale ed è preceduta dal sagrato delimitato da pilastrini in granito legati da catene. La facciata è rivolta a sud e divisa su due ordini da una cornice marcapiano con copertura a coppi. Entrambi sono tripartiti da quattro lesene. L'ordine inferiore presenta nella parte centrale il portone con paraste e timpano in marmo bianco di Zandobbio modanato e leggermente sporgente, nelle parti laterali vi sono due copie di nicchie vuote. Le due parti laterali sono leggermente arretrate. Le lesene sorreggono la trabeazione lavorata.

La parte superiore culminante con il timpano triangolare, ospita centralmente una grande finestra rettangolare con grata a protezione e con decorazione ondulatoria, atta a dare luce all'aula. Le nicchie laterali sono vuote. Nel timpano triangolare vi è un medaglione con la scritta D.O.M.

### Interno
L'interno a croce latina con cupola ellittica, è preceduto dalla bussola in legno di noce. Il fonte battesimale è posto nella prima cappella a destra, chiusa da una cancellata in ferro divisa in quattro ante di cui due apribili. La cappella è illuminata da un oculo ovale. La colonna portante la vasca è in marmo grigio sorregge il tempietto a forma ottagonale con la copertura lavorata a intagli. Le cappella a sinistra sono dedicate ai confessionali.
Due altari sono posti nel transetto sinistro, uno dedicato a sant'Antonio da Padova in marmo policromo, realizzato in stile impero con decorazioni dorate, mentre il secondo presenta un'ancona con colonne tortili in marmo rosso. Il transetto a destra presenta l'altare dedicato a san Luigi con la mensa in marmo nero e l'altare con suffragio con le reliquie e con una parte in vetro contenente la statua del Cristo morto.
Al presbiterio si accede da tre gradini in marmo, e delimitato da una balaustra in marmo rosato. In due nicchie laterali vi sono le statue di Gesù e di san Zeno. La tribuna dell'altare maggiore è composta da otto colonne di onice, culminante con tre statuette lignee raffiguranti il Redentore, la Fede e la Speranza. Il ciborio presenta intagli in marmo e pietre incastonate con la raffigurazione di due uccelli intarsiati nel marmo con l'uva e il frumento. Sopra l'altare il grande crocifisso di scuola napoletana del XVII secolo che era stato donato nel 1961 dalla famiglia milanese Mancini. Sulle pareti laterali del presbiterio vi sono dieci sedili in noce che presentano sulla parte superiore la cantoria lignee decorate e l'organo.

L'abside termina con il composto da quindici stalli e terminante con i sedili dei parati in noce, e nella parte superiore tre grandi tele a olio: centrale la Madonna con Bambino in gloria e san Zenone che scaccia i demoni lavoro settecentesco realizzato da Giuseppe Prina, questa tela, che proviene da un altro sito, fu adattata per questa collocazione in quanto presenta un ampliamento di 30 cm.

Lateralmente le tele raffigurano episodi della vita del santo titolare della chiesa: la condanna a morte del santo, e il suo martirio. La parte superiore dell'abside termina con le raffigurazioni della Santissima Trinità e dei Padri della Chiesa.
L'aula ospita quattro altari laterali. Quello dedicato alla Madonna risale al 1774 opera di Giuseppe Manni, con colonnine tornite ai lati dell'ancora che conserva la statua della Madonna del Rosario di Angelo Gritti del 1940 circondata da quadretti dipinti a olio, raffiguranti i misteri risalenti al Settecento, la raccolta non è completa perché alcuni sono stati trafugati.
L'altare dedicato a sant'Antonio da Padova, conserva la tela più importante della chiesa, si tratta di un dipinto di Carlo Ceresa raffigurante la Madonna col Bambino e sant'Antonio. L'altare dedicato a san Luigi è in marmo nero con intagli raffiguranti i gigli intercalati da altri motivi floreali opera di Bartolomeo Manni. L'altare proviene dalla chiesa di San Rocco conserva la pala d'altare raffigurante la Comunione di san Luigi di Pasquale Arzuffi. Prosegue con l'altare delle sante Reliquie che conserva la statua di Cristo morto lavoro ligneo datato 1954 del cenese Mario Malghisetti. Nella cappella vi è il fonte battesimale in marmo grigio di Cene don tempietto esagonale e cupola risalente al XVI secolo.

La chiesa conserva le statue della Madonna, si papa Giovanni XXIII, santa Teresa Beretta Molla e di san Giuseppe, mentre la volta è affrescata sempre dall'Arzuffi con la Gloria di san Zenone e gli evangelisti dipinti sui pennacchi. Le vetrate istoriare raccontano il Battesimo di Gesù nelle acque del Giordano, e il piccato originale.